# 安阳公路网
安阳公路网介绍河南省安阳市的主要公路网络结构。

## 高速公路
- 京港澳高速公路
- 南林高速公路
- 范辉高速公路（原濮鹤高速公路）
- 大广高速公路
- 安阳绕城高速公路（规划）

## 环路
- 安阳环城路（西环城、东环城、文明大道中段、解放大道东段）
- 安阳外环路（光明路、邺城大道、文昌大道西段、彰德路南段、南外环、华祥路）
- 安阳新西环路（安姚公路安阳市区段）

### 曾提出规划的环路
- 安阳中环路（漳河大道、中华路中段、文昌大道、华祥路）

## 放射路
- 安姚公路
- 安林公路
- 安汤公路
- 安楚公路
- 安濮公路
- 安鹤公路

## 国道
- G107

## 市区主干道

### 横向
- 邺城大道
- 安漳大道
- 人民大道
- 灯塔路
- 文源街
- 解放大道
- 安钢大道
- 紫薇大道
- 文峰大道
- 文明大道
- 安彩大道
- 文昌大道
- 黄河大道
- 长江大道

### 纵向
- 华祥路
- 钢花路
- 梅东路
- 中州路
- 铁西路
- 彰德路
- 红旗路
- 东风路
- 胜利路
- 东工路
- 平原路
- 银杏大街
- 峨嵋大街
- 曙光路
- 中华路
- 永明路
- 朝霞路
- 朝阳路
- 光明路
- 海兴路
- 新安路

## 城际快速路
- 中华路（连接邯郸、磁县、安阳、汤阴、鹤壁新区）